# Llangeitho
Llangeitho – wieś w Walii w hrabstwie Ceredigion. Położona jest w górnym biegu rzeki Aeron. Według spisu powszechnego z 2011 roku zamieszkana przez 819 osób. 54,9% mieszkańców posługuje się językiem walijskim.
Z miejscowością kojarzona jest osoba Daniela Rowlanda, ewangelickiego kaznodziei związanego z ruchem odrodzenia Walijskiego Kościoła Metodystów. Rowland był wikarym w parafiach w Llangeitho i Nantcwnlle. W Llangeitho znajduje się jego grób oraz pomnik z 1883 roku.